# Hr.Ms. O 16 (1936)
De Hr.Ms. O 16 was een in de jaren 1930 gebouwde Nederlandse onderzeeboot en het enige schip van de O 16-klasse. De O 16 was ontworpen door ir. G. de Rooy en gebouwd door Koninklijke Maatschappij de Schelde te Vlissingen. Het was de eerste Nederlandse onderzeeboot vervaardigd van hoogwaardig staal 52. Tijdens de bouw werden 49% van de verbindingen gelast in plaats van geklinknageld. De O 16 werd in 1935 voorzien van een Navigation HorchGerät (NHG): aan bakboord en stuurboord waren er twee ontvangers voor nautische ontvangst en twee keer negen ontvangers voor geruispeilen van doelen op 1050 hertz. De installatie (GZE 2825 bH) werd verzorgd door de Duitse Altas-Werke met uitzondering van de loodkabels die door de Marine werden geleverd. Door afwisselend te luisteren naar het versterkte stuurboord- of bakboordsignaal was de richting van een geluidsbron te bepalen.
In 1939 werd de O 16 toegevoegd aan de onderzeebootdivisie in Nederlands-Indië. In 1941 werd de onderzeeboot onder Brits commando geplaatst, met als thuishaven Singapore. Tijdens de eerste dagen van de oorlog met Japan kon de boot drie vijandige transportschepen tot zinken brengen. Tijdens de terugvaart van deze patrouille liep de O 16 op een Japanse zeemijn en zonk. Op een na alle bemanningsleden vonden daarbij de dood. Het wrak kon in 1995 worden gelokaliseerd.

## Voor de Tweede Wereldoorlog
In 1937 maakte de O 16 een tocht naar Noord-Amerika. Tijdens deze tocht werden de havens Horta, Bermuda, Norfolk en Washington aangedaan. Professor F.A. Vening Meinesz voerde onderweg zwaartekrachtproeven uit. De terugreis naar Europa ging via de Azoren en Lissabon. In Lissabon ging Vening Meinesz vervroegd van boord omdat de O 16 vanwege de Spaanse Burgeroorlog konvooidiensten moest uitvoeren richting Gibraltar.
In juni 1939 arriveerde de O 16 in Nederlands-Indië. De overtocht vond plaats onder commando van Luitenant-ter-zee II Mulock van der Vlies Bik. Voor de overtocht gebruikte de O 16 de kortste route, die via het Suezkanaal.
Op 4 januari 1940 kwam de O 16 in aanvaring met de torpedobootjager Witte de With. De O 16 hield aan deze aanvaring geen noemenswaardige schade over, de Witte de With daarentegen had schade opgelopen aan de scheepsschroef.

## Tweede Wereldoorlog
Thuishaven in Nederlands-Indië werd Tandjong Priok. In september 1940 voerde de onderzeeboot een konvooidienst uit naar Mozambique, er waren berichten waren dat er een Duitse torpedobootjager actief was in dat gebied. Eind 1941 werd O16 samen met de K XVII en K XVIII ingedeeld bij de eerste divisie van het onderzeebootflottielje. De O 16 stond vanaf dat moment onder commando van Luitenant-ter-zee I Bussemaker, die tevens flottieljecommandant was. Eind van november 1941 werd de O 16 overgeplaatst naar Sambas aan noordwestkust van Borneo. Op 1 december werd besloten de 1e divisie van het onderzeebootflottielje onder Brits commando te plaatsen. Als gevolg van dit besluit werd de O 16 samen met de K XVII overgeplaatst naar Singapore. Vanuit Singapore moesten de O 16 en K XVIII patrouilleren in de Zuid-Chinese Zee. Op 6 december vertrok men voor een eerste patrouille uit de haven van Singapore. Een dag later, op 7 december, verklaarde Nederland de oorlog aan Japan. Daardoor werd het een oorlogspatrouille. De O 16 kon de volgende Japanse troepentransportschepen beschadigen of tot zinken brengen.
Beschadigd:
- Ayatosan Maru (9788 ton)[2]
- Sakura Maru (7170 ton)[2]
- Ayatosan Maru (9788 ton)[2]

Gezonken:
- Tosan Maru (8666 ton)[2]
- Asosan Maru (8812 ton)[2]
- Kinka Maru (9306 ton)[2]

De terugtocht naar Singapore werd de O 16 noodlottig: het schip voer op 15 december 1941 rond 02:30 uur op een Japanse zeemijn, in de Golf van Siam. Door de ontploffing die deze zeemijn veroorzaakte zonk de onderzeeboot en kwamen 41 van de 42 bemanningsleden om het leven. Vijf zeelieden die zich bij de explosie aan dek bevonden probeerden zich gezamenlijk zwemmend in veiligheid te brengen. Alleen kwartiermeester Cornelis de Wolf is dat uiteindelijk, na 38 uur in het water doorgebracht te hebben, gelukt.

## Het wrak
Tijdens een expeditie van de Nederlandse marine in de Zuid-Chinese Zee op 26 en 27 oktober 1995 werd het wrak van de O 16 geïdentificeerd. Het lag op een diepte van 53 meter op ongeveer 22 zeemijl ten noorden van het eiland Tioman.
Het wrak van de O 16 is nadien - ondanks haar status als oorlogsmonument en massagraf - door Cambodjaanse schroothandelaren geborgen en verkocht als schroot.